# Ernst Reuter (film)
Ernst Reuter è un cortometraggio del 1955 diretto da Wolfgang Kiepenheuer.
Nel 1956 ha vinto la Piccola targa d'argento nella sezione cortometraggi alla 6ª edizione del Festival di Berlino.

## Trama
Il documentario, narrato dall'attore O.E. Hasse, è incentrato sulla vita del politico tedesco Ernst Reuter, animatore della resistenza durante il blocco di Berlino posto dai sovietici nel 1948-1949 e figura di grande influenza nel processo di riunificazione della Germania.